# Uluitorul Maurice și rozătoarele lui educate
Uluitorul Maurice și rozătoarele lui educate este al 28-lea roman al seriei Lumea Disc de Terry Pratchett și al șasea poveste independentǎ situatǎ în Lumea Disc.
Cartea a fost tradusă și publicată pentru prima dată în România de editura Corint în 2007.

## Rezumat
Maurice, motanul vorbitor, își ducea zilele câștigând bani necinstiți, conducând un clan de șobolani educați și pe puștiul prostănac.
Keith, fluierașul de șobolani, se lăsa așteptat în timp ce Clanul falsifica o invazie de șobolani iar oamenii erau nevoiți să îl plătească pentru a-i alunga.
Săturându-se să fie folosiți pentru a face lucruri neetice, șobolanii hotărăsc că invazia din orașul Bad Incontra va fi ultima dar când ajung acolo descoperă că lucrurile nu sunt tocmai ce par a fi.
Pe când șobolanii descoperă capcane și otrăvuri noi și lipsa îngrijorătoare a keekee, șobolani neschimbați, Keith, Maliția și Maurice se furișează în magazinul vânătorilor de șobolani.
Descoperă că vânătorii furau de fapt mâncarea locuitorilor din Bad Incontra și că au fost nevoiți să creeze un rege al șobolanilor care controla mintea șobolanilor cât și a oamenilor.
Maurice îl învinge pe regele șobolanilor dându frâu liber spiritului de motan iar Keith pe adevăratul fluieraș de șobolani. Primarul și conducerea orașului să lasă convinși și acceptă Clanul ca fiind locuitori ai orașului cu propriile reguli.